# Fryele församling
Fryele församling var en församling i Växjö stift och Värnamo kommun. Församlingen uppgick 2013 i Nydala-Fryele församling.
Församlingskyrka var Fryele kyrka.

## Administrativ historik
Församlingen har medeltida ursprung.
Församlingen var fram till 1961 moderförsamling i pastoratet Fryele och Hagshult, från 1962 till 1973 annexförsamling i pastoratet Åker, Fryele och Hagshult. Från 1973 till 2013 var den annexförsamling i pastoratet Värnamo och Fryele som från 1981 också omfattade Nydala församling. Församlingen uppgick 2013 i Nydala-Fryele församling.